# Redmi K30 Pro
Redmi K30 Pro是小米科技于北京时间2020年3月24日14时在中国北京小米科技园发布的智能手机系列，包含Redmi K30 Pro标准版及变焦版两款机型，隶属于Redmi K30系列，为Redmi K系列的第二代迭代机型系列。
小米旗下子品牌POCO发布的POCO F2 Pro以Redmi K30 Pro为蓝本，在欧洲市场推出。

## 简介
Redmi K30 Pro采用升降式前置相机，6.67英寸（对角线）20:9比例的AMOLED屏幕，后置四摄像头，铝合金边框和玻璃机身，搭载近距离无线通讯（NFC）和红外线发射窗。正面为黑色边框的高屏占比显示屏，背面纵向中心线靠近机身上部设有4枚摄像头，摄像头均含在一块黑色圆形盖板玻璃之下，摄像头下方为背置环境光传感器及闪光灯。机身侧面为铝合金材质边框，右侧边框上集成音量调节键以及电源键，下部边框集成SIM卡槽、USB Type-c标准充电及数据接口以及扬声器开孔，顶部则集成红外发射窗、弹出式前置摄像头、3.5mm音频输出输入接口以及降噪麦克风。
Redmi K30 Pro全系均可选月幕白（白色高光纹理玻璃机身、银白色铝合金边框）、星环紫（紫色磨砂玻璃机身、紫色铝合金边框）、天际蓝（青蓝色高光纹理玻璃机身、青色铝合金边框）以及太空灰（灰色磨砂玻璃机身、灰黑色铝合金边框）四款配色。北京时间2020年7月26日和7月29日，Redmi K30 Pro分别增加了“水色天光”和“星河银”配色，均采用了AG雾面磨砂玻璃工艺，这两个版本分别于7月27日10时和7月30日10时开售。

### Redmi K30 Pro
Redmi K30 Pro搭载高通骁龙865（SM8250）处理器，外挂高通X55 5G基带芯片以支持5G网络。前置弹出式相机为2000万像素，后置主相机采用索尼imx686传感器，配以500万像素的长焦微距传感器（三星S5K5E9）、1300万像素的超广角传感器（豪威科技OV13B10，光圈f/2.4）以及200万像素的景深传感器（格科微GC02M1）。提供6G RAM/128GB ROM、8GB RAM/128GB ROM以及8GB RAM/256GB ROM三种存储配置，售价分别为2999元、3399元和3699元人民币。
2020年4月6日晚，Redmi正式宣布Redmi K30 Pro的8GB RAM/256GB ROM版本于2020年4月7日上市。
2020年6月11日，Redmi追加了Redmi K30 Pro的12GB RAM/128GB ROM版本，支持太空灰和天际蓝两款配色，售价为2999元人民币，与8GB RAM/256GB ROM的促销价格相同。
除6GB RAM/128GB ROM版本使用的存储器为LPDDR4x标准的RAM以及UFS3.0标准的ROM之外，其余版本使用的存储器规格均为LPDDR5标准的RAM以及UFS3.1标准的ROM。

### Redmi K30 Pro 变焦版
Redmi K30 Pro变焦版（英文：Redmi K30 Pro Zoom Edition）同样搭载骁龙865处理器以及X55 5G基带芯片。前置弹出式相机同为2000万像素，后置主相机采用支持光学防抖的索尼imx686传感器，配以800万像素（豪威科技OV08A10，等效500万像素，支持光学防抖）的变焦传感器、1300万像素的超广角传感器（豪威科技OV13B10，光圈f/2.4）以及200万像素的景深传感器（格科微GC02M1），可实现最大30倍变焦。提供8GB RAM/128GB ROM以及8GB RAM/256GB ROM两种存储配置，售价分别为3799元和3999元人民币。
2020年4月6日晚，小米集团中国区总裁、Redmi总经理卢伟冰在微博平台宣布Redmi K30 Pro变焦版增加12GB RAM/512GB ROM版本，售价为4499元人民币。该版本仅有星环紫和太空灰两款配色可选，且仅开售2次便停产退市。
变焦版搭载的RAM芯片均为LPDDR5标准，ROM芯片均为UFS3.1标准。

## 设计
Redmi K30 Pro大体继承了前代机型Redmi K20 Pro的设计，有所不同的是，Redmi K30 Pro的后置相机放弃了前代以及Redmi K30的竖向布置，而改为与华为Mate 30系列以及vivo NEX3系列类似的圆形布置。后置相机区域正下方设有闪光灯模组，并内置辅助环境光传感器。星环紫和太空灰两个配色在相机区域的圆形盖板外侧还设有一圈与摄像头盖板形成同心圆的亮色圆环，这一圆环在正下方的闪光灯处断开。此外，Redmi K30 Pro沿袭了前作Redmi K20 Pro的金属边框，但取消了前代的“火焰纹”设计以及红色配色，增加了与小米10标准版“冰海蓝”配色相近的配色。
内部结构方面，Redmi K30 Pro依然采用K20 Pro上搭载的由系统控制升降的弹出式前置相机。电路板分上下两部分，中央被电池所隔开，主副电路板之间使用排线互相连接。由于采用了外置基带芯片，主电路板采用了叠层结构，存储器、基带芯片及SoC位于下层，上层则布置其他辅助元器件。此外，在前代产品Redmi K20系列上由于内部堆叠而取消的红外遥控功能，在Redmi K30 Pro上被重新支持，这款机型还首次在Redmi产品线上采用了线性马达。

## 销售
Redmi K30 Pro标准版及变焦版于北京时间2020年3月24日16时起支持100元人民币作为订金的预售，3月27日0时起可支付尾款。预定用户可支持12期分期免借息政策。3月27日10时正式在线上及线下各平台同步开启销售。
2020年3月27日上午，在Redmi K30 Pro系列开售后，卢伟冰宣布Redmi K30 Pro系列在开售30秒内全平台销售额便突破了1亿元人民币。
2020年4月6日晚，Redmi正式宣布Redmi K30 Pro 标准版的8GB RAM/256GB ROM版本于4月7日上市，同时追加变焦版12GB RAM/512GB ROM版本，与前者一同上市。
2020年6月11日，为迎接京东618购物节，Redmi追加了Redmi K30 Pro的12GB RAM/128GB ROM版本。7月26日和29日，Redmi K30 Pro分别增加了“水色天光”和“星河银”配色。
2020年8月下旬，因Redmi K30至尊纪念版上市，Redmi K30 Pro标准版逐渐下架退市，各购物平台仅剩变焦版可选。8月末，限量发售的“水色天光”和“星河银”配色售罄退市。

## 争议

### 未采用高刷新率显示屏相关
北京时间2020年3月18日晚，Redmi产品总监王腾在Redmi K30 Pro系列微博预热活动中的屏幕部分叙述中，承认Redmi K30 Pro的屏幕刷新率为60Hz，而并非此前网络中虽盛传但存有争议的90Hz。2020年3月24日，卢伟冰在Redmi K30 Pro发布会的最后环节对此作出澄清，由于Redmi K30 Pro在立项之初采取保证续航的设计策略，而高刷新率屏幕的驱动IC会占据电池仓的空间，进而影响电池容量，因此未采用高刷新率的屏幕。为弥补高刷新率缺失的遗憾，Redmi团队以Redmi K30 Pro的外观为蓝本重新设计，推出了Redmi K30至尊纪念版。

### 降价促销相关
2020年6月9日，Redmi突然宣布Redmi K30 Pro的6GB RAM/128GB ROM版本在京东商城平台最高限时直降800元，实付款只需2197元人民币。且在叠加各种地方自行发放的消费券后最低可以不到2000元人民币的价格购买到，而该版本的发售时价格则为2999元人民币。同时，8GB/128GB和8GB/256GB的价格也有幅度不同的优惠。降价后的Redmi K30 Pro引发消费者的抢购热潮，一跃位居京东平台618促销活动的5G手机销量排行榜第一名，但由于降价促销的开始时间距离其发售仅有两个多月，众多以发售时价格购买到的消费者对此颇为不满，纷纷在小米集团中国区总裁、Redmi总经理卢伟冰的微博下表达愤怒情绪，甚至有64位消费者于新浪旗下投诉平台黑猫对小米集团发起联合投诉，要求小米集团退换差价或退货退款。